# 新間正次経歴詐称事件
新間正次経歴詐称事件（しんましょうじけいれきさしょうじけん）とは1992年の第16回参議院議員通常選挙において起きた新間正次による公職選挙法違反事件である。

## 概要
1992年7月26日に投票日が設定された第16回参議院議員通常選挙で愛知県選挙区から民社党の公認候補として立候補して当選した新間は「昭和28年（1953年）4月、明治大学政経学部入学」という学籍を選挙公報に記載し、選挙期間中の1992年7月16日に演説会で「中学時代に公費の海外留学生に選ばれ、スイスで半年間ボランティアの勉強をした」と述べていた。
しかし、1992年7月29日付の『毎日新聞』朝刊の記事で選挙公報の「明治大学中退」との記述が虚偽と報道され、市民団体が告発した。同年8月3日に民社党愛知県連委員長の塚本三郎と県連副委員長の新間は引責辞任。同年10月、愛知県警による書類送検の後、新間は民社党を離党した。
新間は問題発覚後の記者会見で公表した学歴や経歴が事実ではないことを認めたものの、虚偽学歴については「受験したが、手続きは父親に任せていた。合格したものと思い込んでいた。入学手続をしていなかった。」「選挙対策の責任者に削除を頼んでいたが、そのまま掲載されてしまった」等と勘違いや事務手続き上のミスだったと釈明し、スイス留学については「過大な表現だったが、虚偽の認識はなかった」として当選目的の意図的な詐称であることを否定した。
1993年8月31日に名古屋地検は新間が選挙戦における当選目的で経歴を詐称した公職選挙法違反（虚偽事項公表罪）で在宅起訴した。公職選挙法の虚偽事項公表罪に問われるのは1972年の石川県小松市長選挙に絡んだ事件に次ぐ2例目であり、国政選挙の事例では初めてであった。
刑事裁判では1992年12月16日に施行された具体的に公判期日をあらかじめ一括して設定する等の具体的な公判日程を盛り込んだ改正公職選挙法による百日裁判が適用された。
1993年12月24日に名古屋地裁は以下のような判断を下して新間に禁錮6ヶ月執行猶予4年の有罪判決を言い渡した。
- 「明治大学の学生原簿等の記録から新間の入学の事実はなく、有力者推薦入学制度で入学したと主張するが、そのような制度はなかった」と政治家の推薦で明治大学に入学したとする主張を退け、1953年3月には大学に進学せずNHK名古屋放送劇団に入団することを決意したとする捜査段階の供述は信用性があり、虚偽の認識はあったとした。
- 虚偽の学歴を民社党愛知県連職員に述べた点については「口頭で述べたと、捜査段階で新間が供述した点は信用でき、経歴書は新間の関与なしには作成しえない」と新間が経歴書の作成に関与し、経歴書も確認していると認定した。
- 新間が大学入学学歴を述べた際に学歴が選挙公報等を通じ公表される認識について「選挙以外に関係のない民社党から経歴が聞かれているので、選挙の為と容易にわかる」、スイス留学について「公職選挙法上の経歴にあたる」とし、大学入学学歴とスイス留学の2つの事項で虚偽を述べたことについて当選目的であったと認定した。

新間は「学歴を武器にこれまでの人生を歩んできたのではない。芸能界で学歴は通用しない。この判決は学歴に頼ってきたようで悔しい。」と記者会見で述べて控訴したが、1994年4月25日に名古屋高裁は控訴を棄却。新間は「選挙違反の審理迅速化を定めた公職選挙法の百日裁判規定は平等権等を規定した日本国憲法に違反する」「国会議員の経歴詐称問題は多いのに新間だけ起訴されたのは検察官の公訴権の乱用」として最高裁に上告した。
1994年7月18日に最高裁は具体的に公判期日をあらかじめ一括して設定する等の具体的な公判日程を盛り込んだ百日裁判規定については合憲判決を出す形で上告を棄却し、新間の有罪が確定した。新間は最高裁判決が出る前に提出していた議員辞職願が参議院で許可されなかったため、同年7月29日に当選無効となった。選挙違反確定による当選無効は国会議員としては初めてであった。百日裁判規定が適用された新間の刑事訴訟の日程は一審105日、控訴審95日、上告審63日となり、選挙違反における百日裁判のモデルケースとされた。
「前議員記章」（前議員バッジ）については参議院から交付を拒否された。